# Tomojuki Hirase
Tomojuki Hirase (* 23. května 1977) je bývalý japonský fotbalista.

## Reprezentace
Tomojuki Hirase odehrál 2 reprezentační utkání. S japonskou reprezentací se zúčastnil letních olympijských her 2000.

## Statistiky
| Japonsko | Japonsko | Japonsko |
| Roky     | Záp.     | Góly     |
| -------- | -------- | -------- |
| 2000     | 2        | 0        |
| Celkem   | 2        | 0        |